# جوك ساندرز
جوك ساندرز (بالإنجليزية: Jock Sanders)‏ هو لاعب كرة قدم أمريكية ولاعب كرة القدم الكندية أمريكي، ولد في 14 يونيو 1988.